# Teatro Lope de Vega (Valladolid)
El Teatro Lope de Vega és un teatre de Valladolid, situat en el carrer María de Molina, inaugurat el 1861 i dissenyat per l'arquitecte Jerónimo de Gándara. Actualment es troba pendent d'una rehabilitació en profunditat.